# Paul Vermehren
Paul Vermehren (ur. 1660 w Lubece; zm. 1729 w Lipsku) – niemiecki prawnik, królewsko-polski i elektorsko-saski radca dworu, dyrektor poczty saskiej za panowania króla Polski Augusta II Mocnego, .
Był synem kupca Paula Vermehrena. Jego przodkowie ok. 1600 roku przybyli do Lubeki jako uchodźcy religijni z Antwerpii. W latach 1675–1677 uczęszczał do lubeckiego gimnazjum Katharineum, po czym podjął studia na Uniwersytecie w Lipsku.

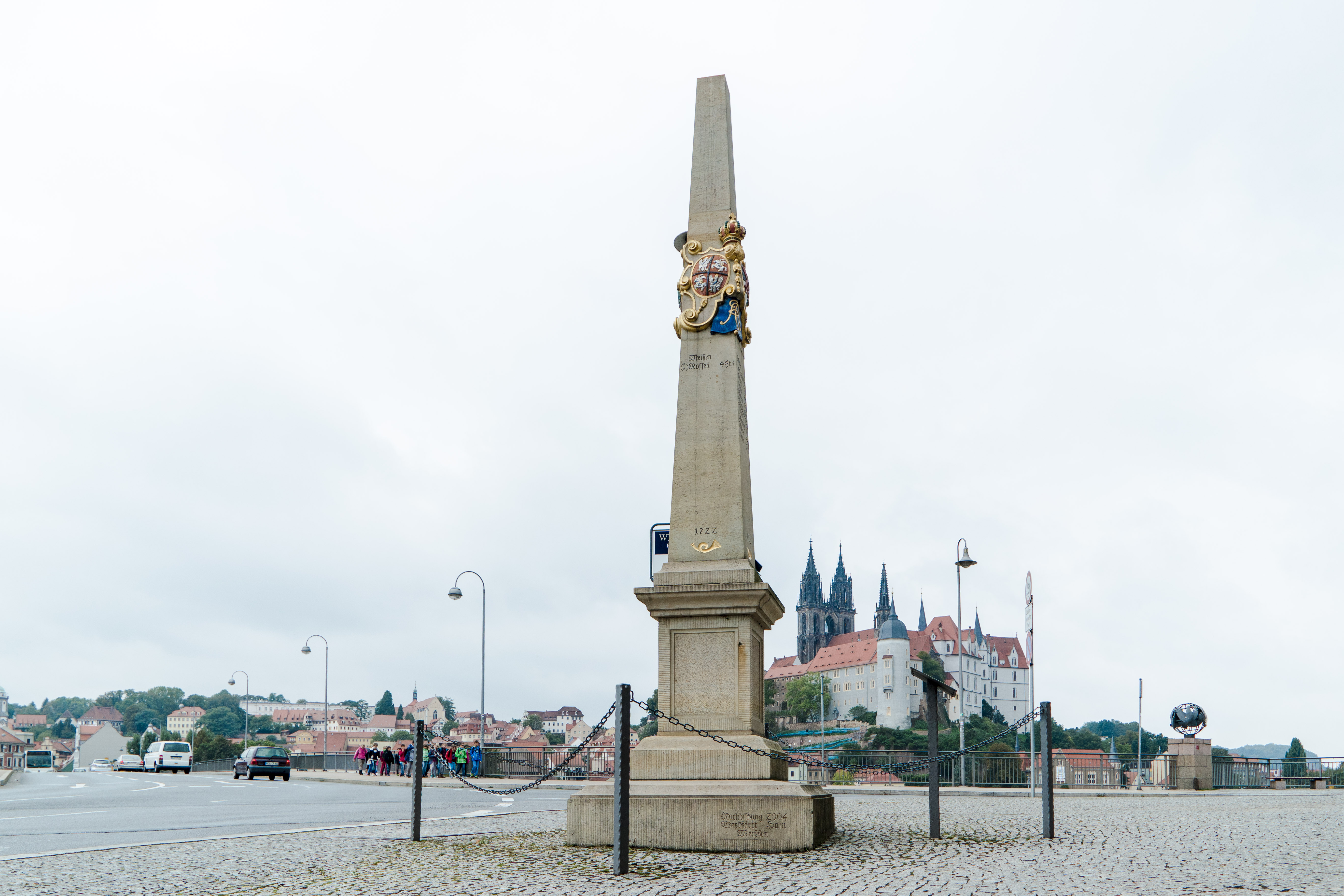
Pocztowy słup dystansowy z 1722 w Miśni

Został sekretarzem duńskiej misji dyplomatycznej i w 1697 był w składzie duńskiej delegacji na rozmowy pokojowe w Rijswijk, kończące wojnę dziewięcioletnią. Przybył do Drezna z Woldemarem Augustem von Löwendahlem. Od 1709 był w służbie na dworze króla Augusta II Mocnego, z czasem został królewsko-polskim radcą dworu, by w 1715 zostać mianowanym dyrektorem poczty saskiej. Jako dyrektor zlecił wykonanie pomiarów dróg w Saksonii. Pomiary zakończono w 1721 i w oparciu o nie od 1722 rozpoczęto stawianie na terenie Elektoratu Saksonii pocztowych słupów dystansowych, na których umieszczano herb Polski i/lub inicjały królów Polski Augusta II bądź Augusta III (AR - Augustus Rex - Król August). Do dziś na terenie wschodnich Niemiec oraz południowo-zachodniej Polski stoi kilkadziesiąt takich słupów. Paul Vermehren zapobiegł także przeniesieniu głównego urzędu pocztowego z Lipska do stołecznego Drezna.